# 李冲 (北魏)
李冲（450年—498年），原名思冲，字思顺，魏孝文帝替他改名冲，陇西郡狄道县（今甘肃省定西市临洮县）人，北魏镇北将军、敦煌宣公李宝的幼子，北魏官员，陇西李氏仆射房始祖。

## 生平
李沖好交遊，北魏孝文帝初年，任秘书中散、內秘書令、南部給事中。迁中书令，加散骑常侍，仍兼给事中。隨後转南部尚书，赐爵顺阳侯。李沖提出均田制、三长制，孝文帝采纳，以五家为一邻，五邻为一里，五里为一党，各设一长。北魏國力大增。改置百司，开建五等，以冲参定典式，封荥阳郡开国侯，食邑八百户，拜廷尉卿。寻迁侍中、吏部尚书、咸阳王师。立太子後，拜為太子少傅。
李沖受文明太后所寵幸，每月赏赐多達数十万錢，进爵陇西公，太后又密贈珍宝、御物到其府第，外人不得而知。李沖原本家境清贫，自此成为富室；然而李沖谦虛自牧，慷慨散財，從族人姻親到鄉里鄰人，都分及財物。
493年，北魏迁都洛阳，任镇南将军、侍中、少傅，负责营建新都，封阳平郡开国侯。遷尚書僕射、仍領少傅，改封清渊县开国侯。太子元恂被废時，李沖罢領少傅。
李沖年四十餘歲時，鬢髮班白，姿貌豐美，未有衰老之狀。李沖因自己提拔的李彪跟自己利益相背，而跟其他貴族一起攻訐李彪。李沖個性素來温柔，但一旦暴怒時，便發病狂悸，言语错亂，且會扼腕叫罵，称李彪為小人。医药無法治疗，醫師或有診斷李沖為肝藏受伤破裂的。十餘日後卒，卒年四十九，贈司空，谥曰文穆。葬于覆舟山。杜预早生李冲150多年，二人並称李杜。

## 家族

### 父亲
- 李宝，北魏镇北将军、敦煌宣公

### 兄弟
- 李承，北魏龙骧将军、荥阳郡太守、姑臧穆侯
- 李茂，北魏光禄大夫、敦煌恭侯
- 李辅，北镇远将军、颍川郡太守、襄武惠侯
- 李佐，北魏辅国将军、荆州刺史兼都官尚书、泾阳昭子
- 李公业，早卒

### 夫人
- 滎陽鄭氏，刘宋散騎常侍，北魏冠軍將軍、豫州刺史、陽武靖侯鄭德玄之女[5]

### 子女
- 長子：李延寔，北魏持節督光州諸軍事、左將軍、光州刺史、清淵縣開國侯[5]
- 次子：李休纂，北魏太子舍人[5]
- 三子：李延考，北魏太尉外兵參軍[5]
- 長女：李長妃，嫁北魏使持節、鎮北將軍、相州刺史、文恭子荥阳鄭道昭[5]
- 次女：李仲玉，嫁北魏司徒主簿荥阳鄭洪建[5]
- 三女：李令妃，嫁北魏使持節、撫軍、青州刺史、文子范陽盧道裕[5]
- 四女：李媛華，嫁北魏使持节、假黄钺、侍中、太师、领司徒、都督中外诸军事、彭城武宣王元勰[5]
- 五女：李稚妃，嫁北魏輕車將軍、尚書郎中、朝陽伯清河崔勗[5]
- 六女：李稚華，嫁北魏太尉參軍事河南元季海[5]
- 魏孝文帝依《周礼》，置夫、嫔之列，以李冲之女为夫人（本传提及，李媛華墓志没有提及）。

### 后裔
六世孙李元亨，安邑县令。李元亨生李昌庭，唐朝棣王友。李昌庭孙朝议郎、滑州酸枣县令李宙。李宙夫人卢氏之母郑氏为郑善果来孙。